# Rolf Schaffner
Rolf Schaffner (Germania, 1927 – Maiorca, 23 marzo 2008) è stato un artista e scultore tedesco.

## Biografia
Dopo cinque anni di scuola superiore, nel 1944 iniziò a lavorare come aiutante dell'aviazione, dove seguì un periodo in Marina e la reclusione.
Dal 1956 al 1962 studiò presso l'Accademia delle belle arti di Monaco di Baviera. Divenne studente magistrale con il Professore Anton Hiller e nel 1958, nell'ambito di un concorso artistico organizzato dal Comitato Olimpico Nazionale Tedesco, ricevette il terzo premio per la scultura in cemento Atleta.
Rolf scoprì l'isola di Maiorca in cerca di un libero pensiero artistico e si trasferì a Santanyi nel 1962. Per il suo lavoro tra il 1964 e il 1967 a Son Danus è stato insignito del PREMIO DE LOS PREMIOS "CIUDAD PALMA".
A metà degli anni '70, Schaffner lasciò Maiorca per più di dieci anni, vivendo e lavorando a Monaco, solo nel 1987 tornò a Santanyi.
Nella sua vita ha realizzato opere in pietra, cemento, bronzo e alluminio.
Gli anni '90 sono stati caratterizzati dalle sue grandi sculture come Fünf vor Zwölf, i Testimoni in cammino e la scultura europea più famosa: Equilibrio. Questa fase creativa è durata fino alla fine della sua vita.
Schaffner si spense a Maiorca il 23 marzo 2008.

## Equilibrio
Equilibrio è una serie di opere in pietra perfettamente allineate tra di loro.
Dal 1995 al 2009 l'opera di Schaffner diventa realtà, un progetto per la pace e un promemoria per trattare la natura in modo più responsabile.
Crea queste opere nel Nord e nel Sud, nell'Est e nell'Ovest in Europa. Insieme formano i meridiani della pace e mostrano un possibile equilibrio.
Schaffner ha eretto le sue stele in pietra naturale in cinque località in Europa:
- 1995 Santanyi, Spagna[2]
- 1997 Colonia, Germania
- 2000 Trondheim, Norvegia[3]
- 2005 Volgograd, Russia[4]
- 2009 Cork, Irlanda

## Opere
- 1963 Bandada (sciame di volo), altezza 3,80 m
- 1963 Caballos (cavalli), altezza 2,90 m
- 1964 - 1994 Lavori nell'area della scultura Son Danus
- 1995 - 2009 La scultura Europa Equilibrio – Pensieri in pietra.

5 sculture in pietra in cinque paesi europei, alte 6-7 m
- 2002 Rey y Reina , piazza Rotonda progetto: Santanyi - via Llombards, Maiorca: 2 stele di pietra, 6 m e 4,5 m di altezza
- 2002 Connection  su König-Baudouin-Platz a Colonia,

Inaugurazione alla presenza del re del Belgio Alberto